# Дрогобицька дитячо-юнацька спортивна школа імені Івана Боберського
Дрогобицька дитячо-юнацька спортивна школа імені Івана Боберського — позашкільний навчальний заклад відділу освіти міста Дрогобича, найстаріше ДЮСШ у місті.

## Історія
Дитячо-юнацьку спортивну школу було відкрито у Дрогобичі 1 січня 1947 року. Тоді у ній функціонувало п'ять відділеннь: легка атлетика, спортивна гімнастика, баскетбол та футбол. 
У 1977 році було збудовано нове приміщення ДЮСШ, у якому був ігровий зал розміром 36х18 м, велика та мала ванни для занять з плавання розміром 25х14 та 12х5,5 м, а також зал для занять з фізичної підготовки.
27 вересня 2013 року на засіданні XXXIV сесії Дрогобицької міської ради було ухвалено рішення про надання Дрогобицькій дитячо-юнацькій спортивній школі імені Івана Боберського.

## Відділення ДЮСШ
- Відділення баскетболу
- Відділення спортивної акробатики та стрибків на акробатичній доріжці
- Відділення футболу
- Відділення легкої атлетики
- Відділення плавання

## Видів спорту, які культивують у ДЮСШ[4]
- Баскетбол;
- Кікбоксинг;
- Легка атлетика;
- Настільний теніс;
- Плавання;
- Спортивна акробатика;
- Стрибки на акробатичній доріжці;
- Футбол;
- Шахи.

## Відомі вихованці
- Юлія Пилип'як
- Олександра-Марія Табачинська